# Фигурное катание на зимних Олимпийских играх 1976 — парное катание
Соревнования в фигурном катании среди спортивных пар на зимних Олимпийских играх 1976 прошли 5 и 7 февраля в Инсбрук (Австрия) на искусственном льду Олимпийского стадиона.

## Медалисты
| Дисциплина     | Золото                                  | Серебро                             | Бронза                             |
| -------------- | --------------------------------------- | ----------------------------------- | ---------------------------------- |
| Парное катание | СССР · Ирина Роднина · Александр Зайцев | ГДР · Роми Кермер · Рольф Эстеррайх | ГДР · Мануэла Грос · Уве Кагельман |

## Результаты
| Место | Имя                                   | Страна         | CF | FS | Баллы  | Сумма мест |
| ----- | ------------------------------------- | -------------- | -- | -- | ------ | ---------- |
| 1     | Ирина Роднина / Александр Зайцев      | СССР           | 1  | 1  | 140.54 | 9          |
| 2     | Роми Кермер / Рольф Эстеррайх         | ГДР            | 2  | 2  | 136.35 | 21         |
| 3     | Мануэла Грос / Уве Кагельман          | ГДР            | 4  | 3  | 134.57 | 34         |
| 4     | Ирина Воробьёва / Александр Власов    | СССР           | 3  | 5  | 134.52 | 35         |
| 5     | Тай Бабилония / Рэнди Гарднер         | США            | 5  | 4  | 134.24 | 36         |
| 6     | Керстин Штольфиг / Вайт Кемпе         | ГДР            | 7  | 6  | 129.57 | 59         |
| 7     | Карин Кюнцле / Кристиан Кюнцле        | Швейцария      | 6  | 7  | 128.97 | 64         |
| 8     | Корина Халке / Эберхард Рауш          | ФРГ            | 8  | 8  | 127.37 | 72         |
| 9     | Марина Леонидова / Владимир Боголюбов | СССР           | 9  | 9  | 127.06 | 76         |
| 10    | Урсула Немец / Микаэль Немец          | Австрия        | 12 | 10 | 121.30 | 96         |
| 11    | Эрика Тейлфорс / Колин Тейлфорс       | Великобритания | 10 | 12 | 120.40 | 108        |
| 12    | Элис Кук / Уильям Фовер               | США            | 11 | 13 | 119.36 | 106        |
| 13    | Ингрид Шпиглова / Алан Шпигель        | Чехословакия   | 14 | 11 | 118.39 | 112        |
| 14    | Кэндис Джонс / Дон Фрейзер            | Канада         | 13 | 14 | 116.54 | 117        |